# 베저엠스현

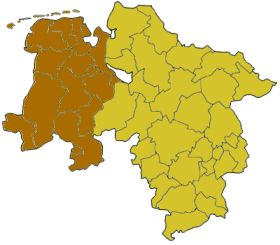
니더작센주에서 베저엠스현의 위치

베저엠스현(독일어: Regierungsbezirk Weser-Ems)은 과거 독일 니더작센주 서부에 있던 현(Regierungsbezirk)이다. 현도는 올덴부르크였으며 폐지 당시의 면적은 14,965.38km2, 인구는 2,473,998명(2004년 기준), 인구 밀도는 170명/km2이었다. 12개 군(Landkreise), 5개 시(Kreisfreie Städte)를 관할했다. 1978년에 신설되었으며 2005년 1월 1일을 기해 폐지되었다.

## 하위 행정 구역

### 군(Landkreise)
1. 아메를란트군(Ammerland)
2. 아우리히군(Aurich)
3. 벤트하임군(Bentheim)
4. 클로펜부르크군(Cloppenburg)
5. 엠슬란트군(Emsland)
6. 프리슬란트군(Friesland)
7. 레어군(Leer)
8. 올덴부르크군(Oldenburg)
9. 오스나브뤼크군(Osnabrück)
10. 페히타군(Vechta)
11. 베저마르슈군(Wesermarsch)
12. 비트문트군(Wittmund)

### 시(Kreisfreie Städte)
1. 델멘호르스트시(Delmenhorst)
2. 엠덴시(Emden)
3. 올덴부르크시(Oldenburg)
4. 오스나브뤼크시(Osnabrück)
5. 빌헬름스하펜시(Wilhelmshaven)